# Thums Up
La Thums Up è una bevanda gassata alla cola venduta in India e commercializzata dalla Coca-Cola. Si tratta della bevanda più nota e più venduta in India.

## Storia
Alla fine degli anni '70 la società Coca Cola rinunciò al mercato indiano piuttosto che essere obbligata ad una vendita forzosa del 60% delle sue proprietà ad una società indiana, il vuoto di mercato creatosi venne colmato dai due fratelli Parle, Ramesh Chauhan e Prakash Chauhan, con la Thums Up che divenne la bevanda più famosa tra quelle prodotte e vendute dal loro gruppo, pur tuttavia non pubblicizzandola direttamente come bevanda tipo Coca Cola. Contemporaneamente i proprietari degli impianti in cui precedentemente era imbottigliata la Coca Cola misero in commercio la "Campa Cola" e la "Campa Orange" entrambe fortemente gassate.
Tuttavia fino a tutti gli anni '80 la Thums Up Cola riuscì a mantenere una situazione di monopolio di mercato che venne a crollare nel 1990 quando il governo indiano riaprì il mercato interno alle multinazionali permettendo l'ingresso della Pepsi Cola con cui iniziò una forte competizione commerciale. L'ex miss India e famosa attrice bollywoodiana Juhi Chawla divenne la testimonial della Pepsi, mentre la Thums Up Cola aumentò la sua sponsorizzazione al cricket e la dimensione della bottiglietta da 250 a 300 cc chiamandola "MahaCola".
Nel 1993 la Coca Cola rientrò in India e dopo un breve periodo di tripla competizione per il mercato i Parle cedettero il loro prodotto per 60 milioni di dollari, cifra che alcuni giudicarono inferiore al suo valore reale (il prodotto deteneva circa il 30% del mercato). Inizialmente la Coca Cola operò per far scomparire il nome della Thums Up Cola, introducendo la bevanda in lattina marchiata Coca Cola con in piccolo il logo Thums Up Cola; presto si rese conto che la Pepsi avrebbe beneficiato più della Coca-Cola se Thums Up fosse stata ritirata dal mercato, per cui decise di utilizzarla per attaccare la Pepsi.
La bevanda venne riposizionata come una bevanda "virile", attingendo alla sua qualità di gusto forte maggiormente energetica rispetto alle altre, e come ingrediente preferito nei cocktail con Rum.
Inoltre venne lanciata una campagna pubblicitaria aggressiva attaccando direttamente la Pepsi tramite un forte marketing televisivo, usando uno slogan di facile presa verso i giovani consumatori: “Grow up to Thums Up” (Crescere fino a Thums Up).